# 忠祐寺
忠祐寺，位于北京市丰台区南苑乡马回甸村（今方庄地区办事处芳星园内），是一座汉传佛教寺院。现已无存。

## 简介
该寺位于芳星园内，芳古路和群星路相交处的东北侧。坐北朝南。拆除前，尚存正殿三间，大式硬山绿琉璃筒瓦顶，后殿三间，明间有抱厦。山门三间。东西配殿十二间。外墙上有“忠祐禅林”四个字。正殿后墙有民国八年（1919年）立的石刻，记录了清朝乾隆年间举办掩骨圣会，历年春季和秋季奉经施食捡埋枯骨，相继进行约二百年，还记录了历次重修该寺经过。正殿侧墙又有丙子年（1936年）立的石刻，记载工匠商人发愿承修关圣帝君大殿的经过。中华人民共和国时期，曾为居民住宅。1984年被公布为丰台区文物保护单位。后进行了整修。1990年代初，该寺被全部拆除。